# Eupolybothrus macedonicus
Eupolybothrus macedonicus är en mångfotingart som först beskrevs av Karl Wilhelm Verhoeff 1943.  Eupolybothrus macedonicus ingår i släktet Eupolybothrus och familjen stenkrypare.
Artens utbredningsområde är Grekland. Inga underarter finns listade i Catalogue of Life.